# Boris Maksimovich Gurevich
Boris Maksovich Gurevich (em russo:  Борис Максович Гуревич, Moscovo, 23 de março de 1931 — Moscovo, 10 de janeiro de 1995) foi um lutador de luta greco-romana russo.

## Carreira
Foi vencedor da medalha de ouro na categoria de até 52 kg em Helsínquia 1952.